# Mentque-Nortbécourt
Mentque-Nortbécourt és un municipi francès situat al departament del Pas de Calais i a la regió dels Alts de França. L'any 2007 tenia 544 habitants.

## Demografia

### Població
El 2007 la població de fet de Mentque-Nortbécourt era de 544 persones. Hi havia 201 famílies de les quals 38 eren unipersonals (19 homes vivint sols i 19 dones vivint soles), 63 parelles sense fills, 89 parelles amb fills i 11 famílies monoparentals amb fills.
La població ha evolucionat segons el següent gràfic:
Habitants censats

### Habitatges
El 2007 hi havia 224 habitatges, 203 eren l'habitatge principal de la família, 13 eren segones residències i 9 estaven desocupats. Tots els 224 habitatges eren cases. Dels 203 habitatges principals, 171 estaven ocupats pels seus propietaris, 23 estaven llogats i ocupats pels llogaters i 8 estaven cedits a títol gratuït; 1 tenia una cambra, 6 en tenien dues, 21 en tenien tres, 41 en tenien quatre i 134 en tenien cinc o més. 165 habitatges disposaven pel capbaix d'una plaça de pàrquing. A 71 habitatges hi havia un automòbil i a 112 n'hi havia dos o més.

### Piràmide de població
La piràmide de població per edats i sexe el 2009 era:
| Homes | Edats   | Dones |
| ----- | ------- | ----- |
| 0     | 95 o +  | 0     |
| 0     | 90 a 94 | 0     |
| 0     | 85 a 89 | 0     |
| 0     | 80 a 84 | 0     |
| 12    | 75 a 79 | 16    |
| 4     | 70 a 74 | 12    |
| 20    | 65 a 69 | 20    |
| 8     | 60 a 64 | 0     |
| 0     | 55 a 59 | 12    |
| 40    | 50 a 54 | 12    |
| 20    | 45 a 49 | 24    |
| 8     | 40 a 44 | 24    |
| 16    | 35 a 39 | 4     |
| 12    | 30 a 34 | 16    |
| 20    | 25 a 29 | 8     |
| 12    | 20 a 24 | 12    |
| 16    | 15 a 19 | 16    |
| 12    | 10 a 14 | 0     |
| 4     | 5 a 9   | 16    |
| 20    | 0 a 4   | 16    |

## Economia
El 2007 la població en edat de treballar era de 354 persones, 243 eren actives i 111 eren inactives. De les 243 persones actives 227 estaven ocupades (130 homes i 97 dones) i 17 estaven aturades (4 homes i 13 dones). De les 111 persones inactives 35 estaven jubilades, 31 estaven estudiant i 45 estaven classificades com a «altres inactius».

### Ingressos
El 2009 a Mentque-Nortbécourt hi havia 215 unitats fiscals que integraven 573,5 persones, la mediana anual d'ingressos fiscals per persona era de 16.236 €.

### Activitats econòmiques
Dels 14 establiments que hi havia el 2007, 1 era d'una empresa alimentària, 1 d'una empresa de fabricació d'altres productes industrials, 4 d'empreses de construcció, 1 d'una empresa de comerç i reparació d'automòbils, 3 d'empreses d'hostatgeria i restauració, 1 d'una empresa immobiliària i 3 d'empreses de serveis.
Dels 4 establiments de servei als particulars que hi havia el 2009, 1 era un taller de reparació d'automòbils i de material agrícola, 1 fusteria, 1 lampisteria i 1 empresa de construcció.
L'únic establiment comercial que hi havia el 2009 era una fleca.
L'any 2000 a Mentque-Nortbécourt hi havia 18 explotacions agrícoles que ocupaven un total de 767 hectàrees.

## Equipaments sanitaris i escolars
El 2009 hi havia una escola elemental integrada dins d'un grup escolar amb les comunes properes formant una escola dispersa.

## Poblacions més properes
El següent diagrama mostra les poblacions més properes.